# Enzo Boulom
Enzo Boulom (Laon, Francia, 29 de enero de 1997) es un piloto de motociclismo francés que participa en la categoría de Moto3 con el CIP-Unicom Starker. Boulom ha sido competidor en el Campeonato del Mundo Junior de Moto3 FIM CEV, en el Campeonato de Francia de 125cc/Moto3 y en la Red Bull MotoGP Rookies Cup en 2014 y 2015.

## Resultados

### Red Bull MotoGP Rookies Cup

#### Carreras por año
| Temp. | 1        | 2        | 3       | 4         | 5        | 6        | 7        | 8        | 9       | 10       | 11        | 12        | 13       | 14       | Pos. | Pts. |
| ----- | -------- | -------- | ------- | --------- | -------- | -------- | -------- | -------- | ------- | -------- | --------- | --------- | -------- | -------- | ---- | ---- |
| 2014  | JER 1 16 | JER 2 15 | MUG 14  | ASS 1 Ret | ASS 2 19 | SAC 1 13 | SAC 2 14 | BRN 1 10 | BRN 2 6 | SIL 1 15 | SIL 2 Ret | MIS 10    | ARA 1 14 | ARA 2 11 | 15.º | 38   |
| 2015  | JER 1 8  | JER 2 5  | ASS 1 4 | ASS 2 4   | SAC 1 9  | SAC 2 6  | BRN 1 8  | BRN 2 4  | SIL 1 6 | SIL 2 2  | MIS 7     | ARA 1 DNS | ARA 2 10 |          | 6.º  | 128  |

### Campeonato del mundo de motociclismo
Sistema de puntuación de 1993 hasta 2022:
| Posición | 1.º | 2.º | 3.º | 4.º | 5.º | 6.º | 7.º | 8.º | 9.º | 10.º | 11.º | 12.º | 13.º | 14.º | 15.º |
| Puntos   | 25  | 20  | 16  | 13  | 11  | 10  | 9   | 8   | 7   | 6    | 5    | 4    | 3    | 2    | 1    |

#### Por temporada
| Temporada | Cat.  | Moto     | Equipo                     | Carreras | Victorias | Podios | Poles | V.Ráp. | Pts. | Pos. |
| --------- | ----- | -------- | -------------------------- | -------- | --------- | ------ | ----- | ------ | ---- | ---- |
| 2016      | Moto3 | KTM      | Procercasa – 42 Motorsport | 3        | 0         | 0      | 0     | 0      | 0    | NC   |
| 2016      | Moto3 | Mahindra | CIP-Unicom Starker         | 3        | 0         | 0      | 0     | 0      | 0    | NC   |
| Total     |       |          |                            | 3        | 0         | 0      | 0     | 0      | 0    |      |

- * Temporada en curso.

#### Carreras por año
| Año  | Cat.  | Moto     | 1   | 2   | 3   | 4      | 5       | 6   | 7   | 8   | 9   | 10  | 11  | 12  | 13  | 14  | 15  | 16  | 17  | 18     | Pos. | Pts. |
| ---- | ----- | -------- | --- | --- | --- | ------ | ------- | --- | --- | --- | --- | --- | --- | --- | --- | --- | --- | --- | --- | ------ | ---- | ---- |
| 2016 | Moto3 | KTM      | QAT | ARG | AME | SPA 22 | FRA Ret | ITA | CAT | NED | GER | AUT | CZE | GBR | RSM | ARA | JPN | AUS | MAL |        | NC   | 0    |
| 2016 | Moto3 | Mahindra |     |     |     |        |         |     |     |     |     |     |     |     |     |     |     |     |     | VAL 30 | NC   | 0    |

- * Temporada en curso.